# Tetraommatus brunneus
Tetraommatus brunneus là một loài bọ cánh cứng trong họ Cerambycidae.